# Mark III
A Mark III a Brit Szárazföldi Erők harckocsija volt az első világháború során. A Mark I és Mark II harckocsik továbbfejlesztett változata. Ötven darabot építettek belőle, csak kiképző verzió volt, nem vetették harcba. A Mark III fejlesztési eredményeit felhasználták az új Mark IV harckocsi megalkotásánál.